# Rebola
Rebola est une ville de la partie insulaire de la Guinée équatoriale, située dans la province de Bioko-Norte, dans la banlieue est de Malabo, la capitale. Elle compte aujourd'hui une dizaine de milliers d'habitants.

## Personnalités liées
- Remei Sipi Mayo (1952-), écrivaine, rédactrice, éducatrice et militante équatoguinéenne spécialisée sur le genre et le développement.